# Direct Hits (더 후의 음반)
| 전문가 평가                       | 전문가 평가 |
| 평가 점수                         | 평가 점수   |
| 출처                              | 점수        |
| --------------------------------- | ----------- |
| Allmusic                          | [ 1 ]       |
| The Encyclopedia of Popular Music | [ 2 ]       |
| Rolling Stone                     | (favorable) |

《Direct Hits》는 영국의 록 밴드 더 후에서 발매한 첫 번째 영국 컴필레이션 음반이자 네 번째 영국 LP이다. 1966년부터 1968년까지 리액션 레코드와 트랙 레코드에서 녹음한 싱글, B-사이드, 음반 트랙을 수집한다.

## 배경
1965년에 발매된 〈My Generation〉과 같은 이전의 더 후 음반들은 브런즈윅 레코드에 의해 영국에서 발매되었으며, 음악 라이선스 문제로 인해 이번 발매에서는 사용할 수 없었다. 따라서 이 컬렉션은 지금까지 더 후의 히트 음반을 대표하지 않다.
《Direct Hits》는 이전 미국 컴필레이션 음반 《Magic Bus: The Who on Tour》와 몇 곡의 노래를 공유하지만, 그 외에는 그 발매와 관련이 없다. 놀랍게도 1968년 여름 영국 싱글 차트에서 26위에 올랐던 〈Magic Bus〉라는 곡은 포함되지 않았다. 1980년대 초반까지만 해도 이 음반은 〈In the City〉, 〈Dogs〉, 롤링 스톤스의 노래 〈The Last Time〉의 버전과 같은 더 후의 희귀한 곡들을 포함한 유일한 음반이었다.

## 곡 목록
모든 곡들은 특별한 언급이 없는 한 피트 타운젠드에 의해 작사/작곡하였다.
| #  | 제목                    | 작사·작곡                                    | 재생 시간 |
| -- | ----------------------- | -------------------------------------------- | --------- |
| 1. | 〈Bucket T〉            | 딘 토렌스, 로저 크리스천, 도널드 J. 알트펠드 | 2:08      |
| 2. | 〈I'm a Boy〉           |                                              | 2:36      |
| 3. | 〈Pictures of Lily〉    |                                              | 2:43      |
| 4. | 〈Doctor! Doctor!〉     | 존 엔트위슬                                  | 2:53      |
| 5. | 〈I Can See for Miles〉 |                                              | 3:55      |
| 6. | 〈Substitute〉          |                                              | 3:47      |

| #  | 제목                              | 작사·작곡            | 재생 시간 |
| -- | --------------------------------- | -------------------- | --------- |
| 1. | 〈Happy Jack〉                    |                      | 2:11      |
| 2. | 〈The Last Time〉                 | 믹 재거, 키스 리처즈 | 2:50      |
| 3. | 〈In the City〉                   | 엔트위슬, 키스 문    | 2:19      |
| 4. | 〈Call Me Lightning〉             |                      | 2:19      |
| 5. | 〈Mary Anne with the Shaky Hand〉 |                      | 2:05      |
| 6. | 〈Dogs〉                          |                      | 3:03      |